# Przyrzecze (Dzików)
Przyrzecze (dawniej: niem. Dickhof) – część wsi Dzików w Polsce położona w województwie pomorskim, w powiecie człuchowskim, w gminie Rzeczenica nad Czernicą.
W latach 1975–1998 Przyrzecze administracyjnie należało do województwa słupskiego.